# Ursula Benser

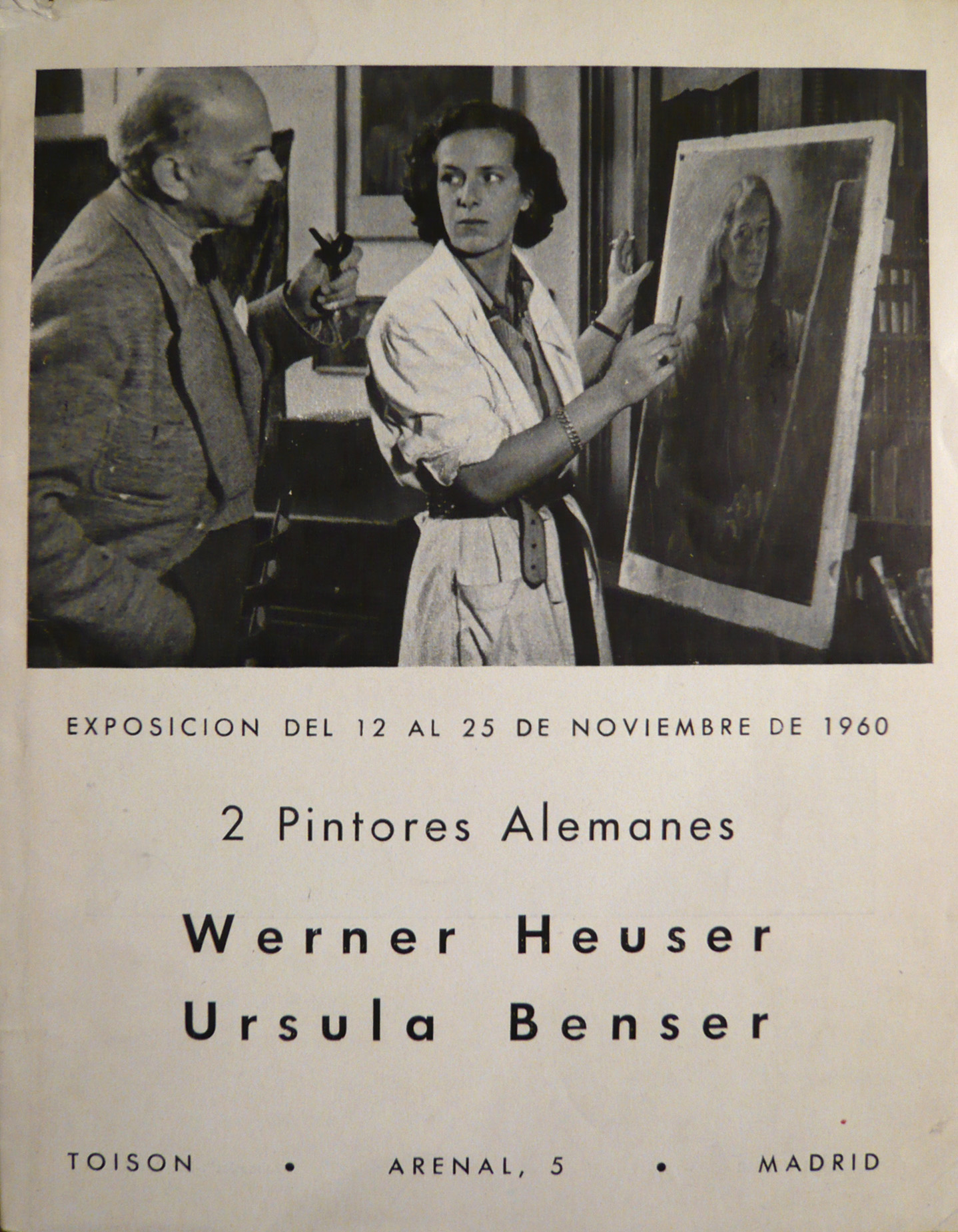
Ausstellung Galerie Toison, Madrid, Ursula Benser und Werner Heuser, 1960

Ursula Benser, geborene Ursula Maria Luise Heuser, (* 1. August 1915 in Düsseldorf; † 2. März 2001 in Domburg) war eine deutsche Malerin der Moderne.

## Leben
Ursula Benser war die Tochter des Malers Werner Heuser und dessen Ehefrau Mira, geborene Sohn-Rethel, der Tochter des Malers Karl Rudolf Sohn (1845–1908). Ihre Urgroßväter waren Alfred Rethel mütterlicherseits sowie Karl Ferdinand Sohn väterlicherseits.
Seit ihrer Kindheit malte sie, wobei sie die künstlerischen und handwerklichen Fähigkeiten weitgehend durch ihren Vater Werner Heuser erwarb. Im August 1931 trat sie in die Düsseldorfer Kunstakademie ein. Sie studierte in der Zeichenklasse ihres Vaters, bei Wilhelm Herberholz (1881–1956) und bei Paul Bindel (1894–1973). Hier erlernte sie das akademische Handwerk, insbesondere die Porträtmalerei.
In ihrem letzten Studienjahr 1935 erhielt sie die Auszeichnung der Meisterschülerin, wurde aber zu einer von der Akademie organisierten Ausstellung nicht zugelassen. Schon seit 1933 wehte die Hakenkreuzflagge der Nationalsozialisten auf dem Düsseldorfer Akademiegebäude. Auf den Fluren der Kunstakademie Düsseldorf wurden Grafiken des Expressionismus einträchtig verurteilt und in herabsetzender Ansicht in einer kleinen Schau von „Entarteter Kunst“ ausgestellt. So wurden auch ihre Bilder als „ungeeignet“ und für eine Malerin als „unweiblich“ bezeichnet.
Im Oktober 1936 heiratete sie den Fotografen Walther Benser. Bis 1937 lebte sie in Düsseldorf. Die Kriegsjahre verbrachte sie in Berlin, München und im Breisgau, zumeist getrennt von ihrem Gatten. In dieser Zeit wurden ihre drei Kinder Petra (1937–1985), Klaus (1940–2003) und Sabine (* 1943) geboren. Zuletzt kam sie mit ihren Eltern und Kindern auf Schloss Bollschweil bei dem Freiherrn von Holzing unter und freundete sich mit dessen Tochter Marie Luise Kaschnitz an. 1945 malte Ursula Benser ein Porträt von Guido Kaschnitz von Weinberg, welches Marie Luise Kaschnitz in späteren Schriften häufig erwähnte. Mit der Porträtmalerei für französische Offiziere in der besetzten Zone im Schwarzwald ernährte sie ihre Familie.
Nach dem Krieg erfolgte 1946 ihr Umzug nach Hamburg. Von hier aus begleitete Ursula Benser ihren Ehemann Walther auf Studien- sowie Vortragsreisen und sammelte Eindrücke aus Europa, Afrika, Indien, dem Fernen Osten und den USA. Nach einer Ausstellung im November 1959 im Kongress für kulturelle Freiheit wurde sie gebeten, ihre Gemälde in Ausstellungen der USA publik zu machen, lehnte aber eine so weitreichende Ausweitung ihres künstlerischen Engagements – wie viele andere Frauen in der Kunst – aus familiären Gründen ab. 1953 richtete sie in ihrer Heimatstadt Düsseldorf ihr Atelier ein. Nur vereinzelte Ausstellungen folgten, dies aus Selbstbeschränkung in der Rolle als Ehefrau und Scheu an den Namen Rethel und Heuser gemessen zu werden, insbesondere in Düsseldorf. Von 1970 bis 1972 widmete sie sich der Hinterglasmalerei in Miniaturform.
Am 2. März 2001 starb Ursula Benser in Domburg, Niederlande, ihrer zweiten Wahlheimat.

## Werk
Als Malmedien verwendet sie Pastell, Gouache, Aquarell auf Papier und Leinwand. Die Themen waren die charakterlichen Schwächen ihres eigenen Geschlechts. Frauen und Kinder in der Spannungswelt zwischen Traum und Tag, Hoffnung und Wirklichkeit. Bilder mit lemurischen Gestalten und armseligen Geschöpfen, wie Dirnen, Lumpensammlerinnen und Gaukler, Frauen auf Spaziergang oder im Irrenhaus, alte Damen oder kranke Großstadtkinder.
Man findet in ihr einer Mischung aus zeitgenössischem, Daumiers, farbiger Kollwitz und Dix aus der Frauenperspektive.
Wesentliche Werke befinden sich im Privatbesitz.

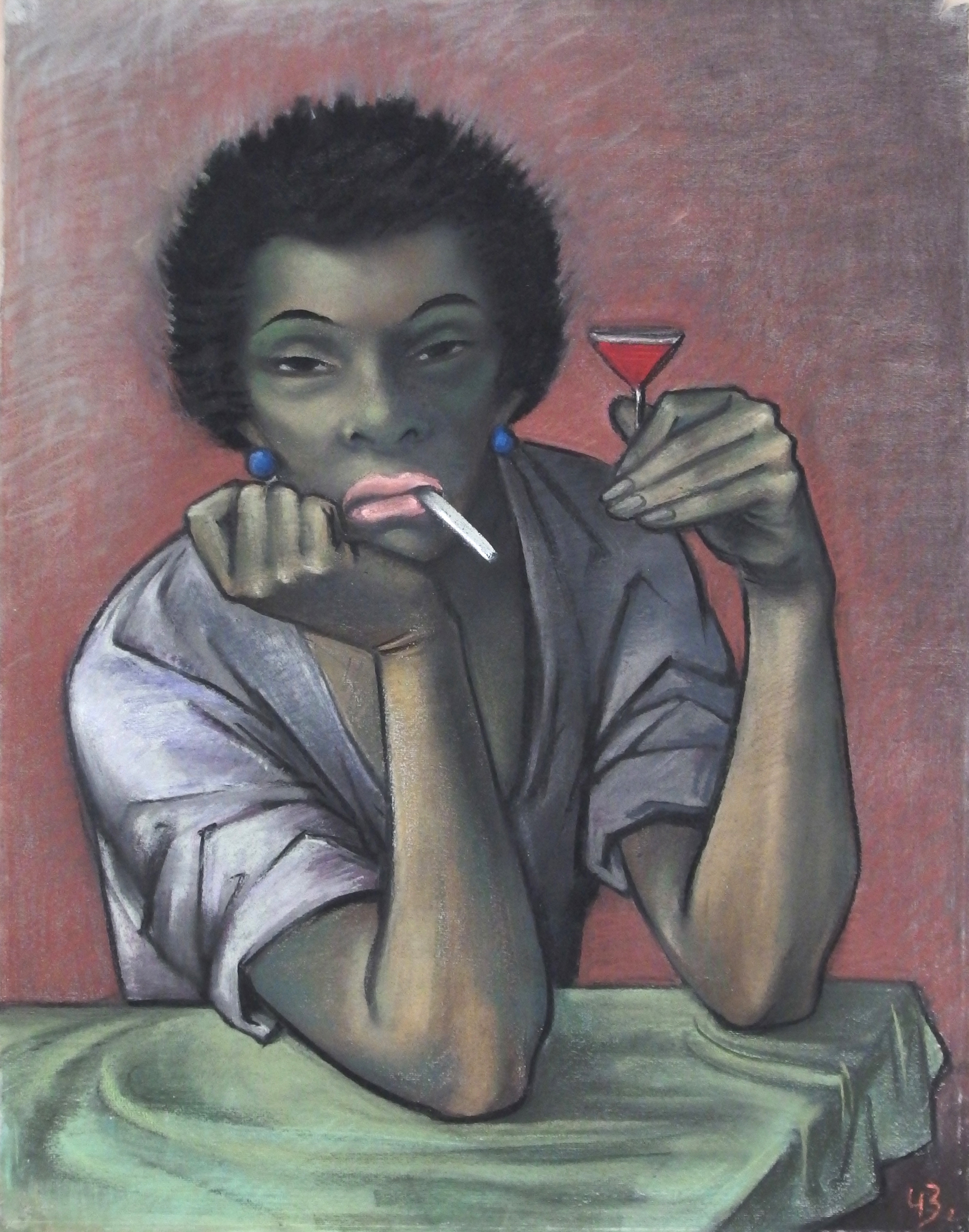
Frau mit Likör, 1943
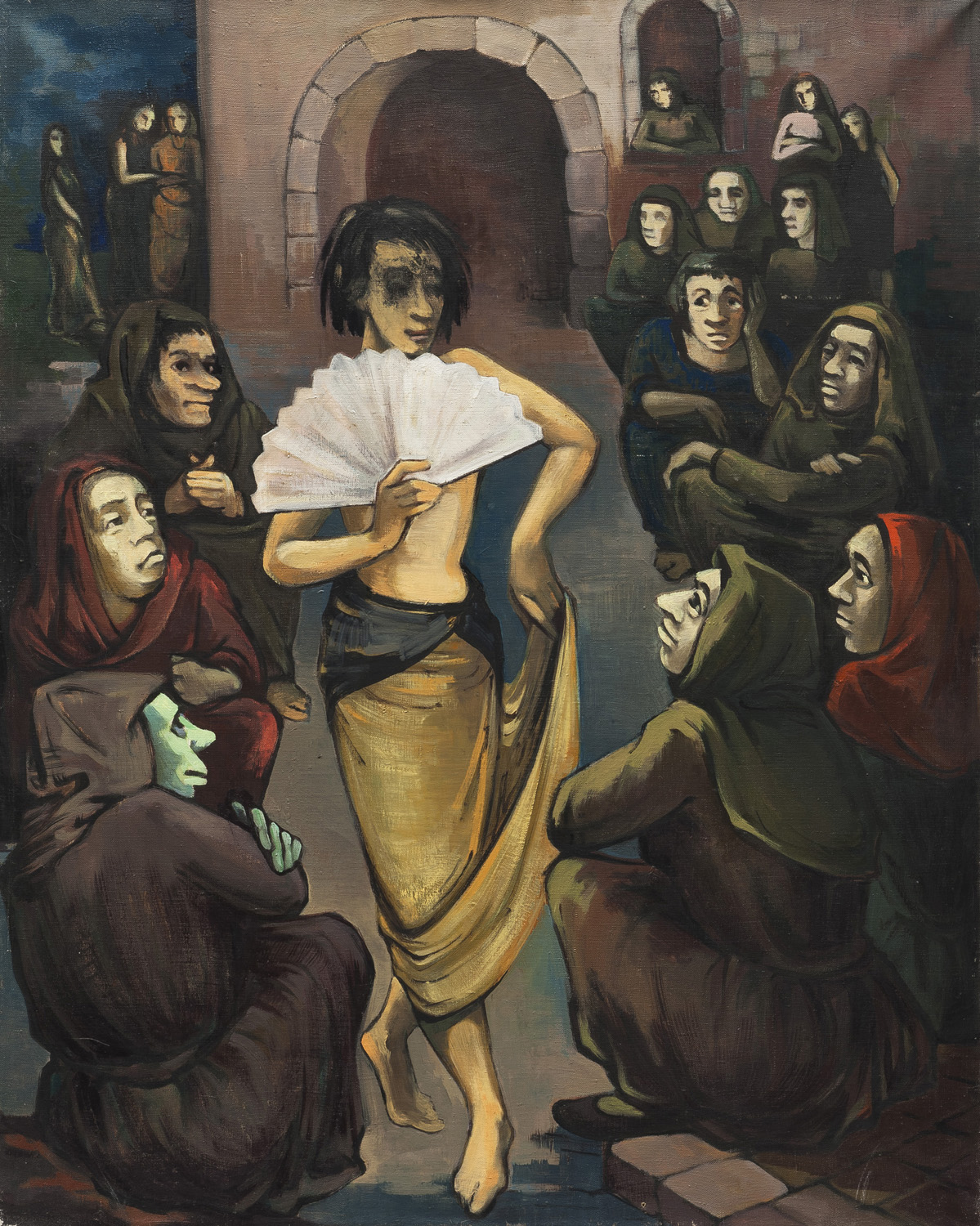
Ohne Titel, ca. 1959
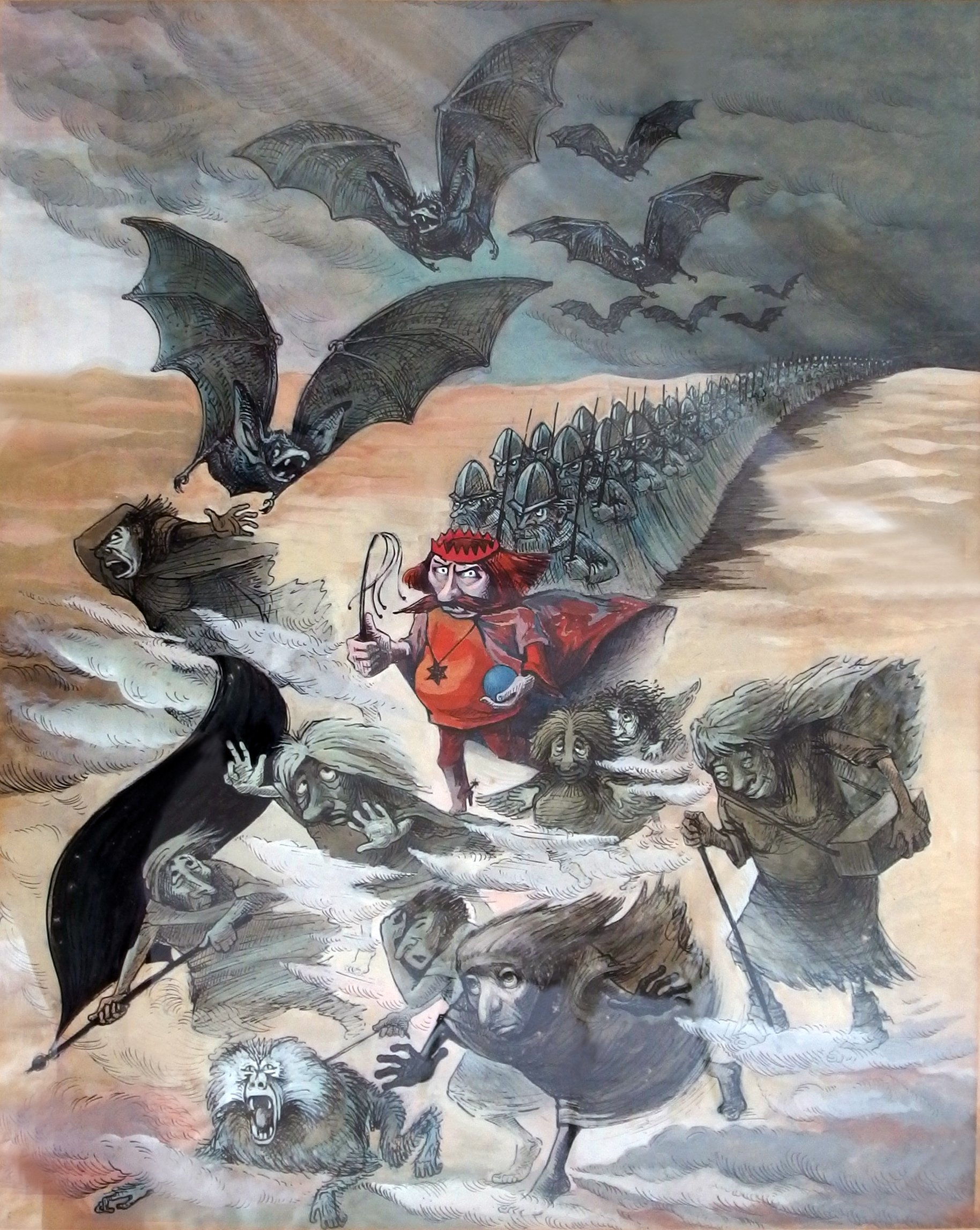
Böser kleiner König, 1958

## Ausstellungen
- 1959: Kongress für die Freiheit der Kultur, Nonnenstieg, Hamburg
- 1960: Galería Toisón, Arenal 5, Madrid
- 1967: Galerie 666, Prinz-Georg-Straße 108, Düsseldorf
- 1984: Kunstpavillon, Soest